# Gorynychus
Gorynychus (лат., возможное русское название — горынычи) — род терапсид, чьи ископаемые остатки были найдены в среднепермских отложениях (265,0—252,3 млн лет назад) в Кировской области и в Республике Марий-Эл, Россия. В род включают 2 вида: Gorynychus masyutinae и Gorynychus sundyrensis.
Находки были сделаны уже некоторое время[когда?] назад, но внимательно исследованы окаменелости были лишь палеонтологами Кристианом Каммерером (Christian F. Kammerer) из Музея естествознания Северной Каролины и Владимиром Масютиным из Вятского палеонтологического музея.

## Этимология
Род был назван в честь Змея Горыныча — огнедышащего дракона из славянской мифологии. Также название Gorynychus объясняется тем, что английское слово gory означает окровавленный, кровавый, кровожадный, а греческое onychus значит коготь или зуб. В общем, слово Gorynychus можно растолковать следующим образом: кровавый коготь или зуб, что характеризует поведение и образ жизни данного рода и вида.

## Описание

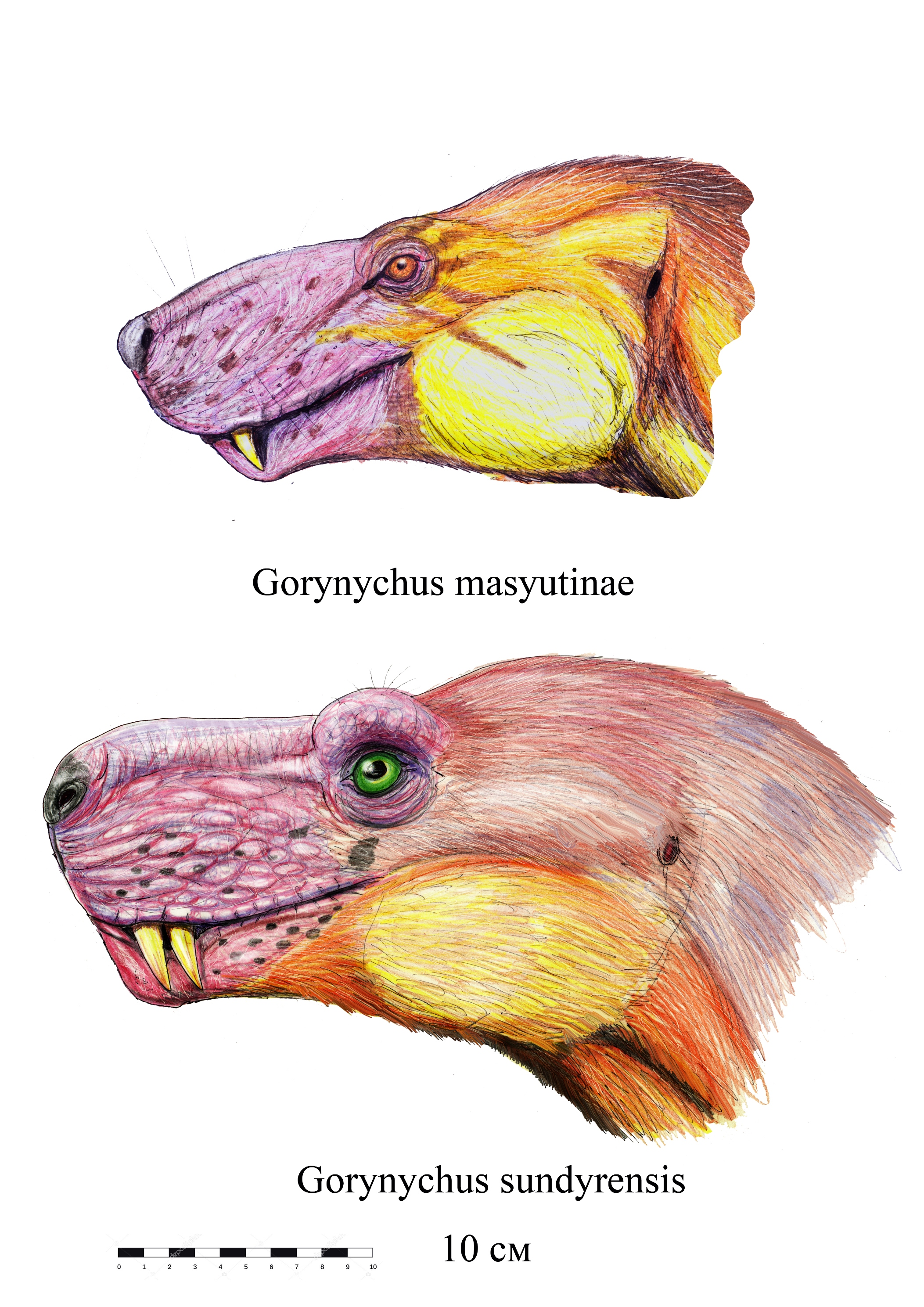

Gorynychus masyutinae, известный по голотипу KPM 346—349 — частичному скелету, череп которого длиной 20 см, был размером с волка и, по-видимому, является самым крупным хищником из местонахождения Котельнича. Как и у многих териодонтов, его пасть была оснащена крупными, хорошо развитыми клыками с режущими гранями, которые требовались для вырезания кусков из добычи, длиной они были примерно 2—3 сантиметра. В котельнической палеофауне G. masyutinae занимал место крупного хищника, которое он делил с Viatkogorgon ivakhnenkoi.
Второй вид, Gorynychus sundyrensis, назвали и описали в 2019 году палеонтологи Ю. А. Сучкова и В. К. Голубев на основе находки, сделанной в типовом местонахождении сундырского комплекса тетрапод Сундырь-1, расположенном на южном берегу Чебоксарского водохранилища в Республике Марий-Эл. Голотипом является ПИН, № 5388/327, правая челюстная кость. Помимо голотипа, были найдены ещё несколько образцов. Вид G. sundyrensis отличается от G. masyutinae наличием двух клыков с каждой стороны челюстной кости и четырёх заклыковых зубов вместо трёх у G. masyutinae. Очевидно, при смене клыков у G. sundyrensis сначала вырастал новый клык, а затем выпадал старый. Таким образом, время от времени, с каждой стороны челюсти у него располагалось по два клыка. Все зубы характеризуются грубой зазубренностью режущих краёв, что отличает сундырского тероцефала от всех прочих базальных тероцефалов и соразмерных горгонопий. Основываясь на повреждениях зубов ископаемого материала, авторы описания предположили, что G. sundyrensis являлся падалеядом, уступившим нишу крупного хищника найденному в том же местонахождении Julognathus crudelis. Косвенно это подтверждает тот факт, что среди более 500 пермских местонахождений тетрапод Восточной Европы только в местонахождении Сундырь-1 найдены кости с погрызами хищников.

## Палеоэкология
Открытие такого крупного сверххищника вместе с открытием более мелкого горгонопса — Nochnitsa из той же формации указывает на то, что в средней перми здесь, в формации Котельнича, происходил «разворот фауны», когда тероцефалы отняли у горгонопсов роль доминирующих хищников.